# Carcinopyga nuytenae
Carcinopyga nuytenae är en fjärilsart som beskrevs av De Freina 1982. Carcinopyga nuytenae ingår i släktet Carcinopyga och familjen björnspinnare. Inga underarter finns listade i Catalogue of Life.